# 吳邦慶
吳邦慶（1768年—1848年），字霽峰，順天霸州人。嘉慶元年進士。累遷內閣侍讀學士。歷任山西布政使、河南布政使、湖南巡撫、福建巡撫、安徽巡撫等職。道光十二年，授河東河道總督。道光十五年，因金應麟參劾，告老歸鄉。二十八年，卒。著有《畿輔水利叢書》，《渠田說》等。

## 延伸阅读
[在维基数据编辑]
 《清史稿/卷383》，出自趙爾巽《清史稿》